# 裸柱橐吾
裸柱橐吾（学名：Ligularia petiolaris）是菊科橐吾属的植物，是中国的特有植物。分布在中国大陆的西藏等地，生长于海拔3,960米的地区，见于杜鹃灌丛中，目前尚未由人工引种栽培。